# U ciebie w mieście
U ciebie w mieście – kompilacja hip-hopowa promująca trasę koncertową „RBK Hip Hop Tour 2004”. Na albumie znalazły się utwory w wykonaniu zespołów WWO i Fenomen oraz raperów Vienio i Pele. Wydawnictwo ukazało się 10 maja 2004 roku nakładem wytwórni muzycznej Embargo Nagrania. Materiał był promowany teledyskim do utworu tytułowego, który został także dołączony do płyty. Obraz cieszył się znaczną popularnością w Polsce, był także emitowany we Francji na antenie stacji Trace TV oraz w Niemczech przez telewizję Viva. Piosenki zostały zarejestrowane na przełomie marca i kwietnia 2004 roku w Studio Schron i Studio Efekt.
Nagrania dotarły do 21 miejsca zestawienia OLiS. Z kolei piosenka tytułowana uplasowała się na 30. miejscu Szczecińskiej listy Przebojów Polskiego Radia. Zyski ze sprzedaży kompilacji zostały przeznaczone na cele charytatywne.
12 maja 2005 roku ukazała się druga część kompilacji pt. U ciebie w mieście 2, ta promowała tournée „RBK Hip Hop Tour 2005”. Wydawnictwo ponownie wydała firma Embargo Nagrania. Zyski z jej sprzedaży również zostały przeznaczone na cele charytatywne. Na płycie znalazły się nagrania takich wykonawców jak: Vienio, Pezet, O.S.T.R., Ero oraz Pele. W ramach promocji do utworu tytułowego został zrealizowany teledysk w reżyserii Kuby Łubniewskiego i Wojtka Zielińskiego. Utwór dotarł ponadto do 47. miejsca Szczecińskiej Listy Przebojów PR.
7 listopada 2005 roku obie kompilacje zostały wydane na jednym nośniku.

## Lista utworów
Opracowano na podstawie materiału źródłowego.
U ciebie w mieście
1. WWO, Vienio, Pele – „U ciebie w mieście” (prod. Korzeń, Pele, Vienio) – 03:31
2. Vienio, Pele – „Miejski Gruff” (prod. Pele, Vienio) – 03:15
3. Jaźwa, Kosi, Jędker – „Umiesz prawdę mówić” (prod. Jędker, Korzeń, scratche DJ Deszczu Strugi) – 04:22
4. Fenomen – „Gdybyś tylko mógł” (prod. Ekonom, Mazsa) – 04:07
5. WWO, Vienio, Pele – „U ciebie w mieście (Remix DJ 600V)” (prod. DJ 600V) – 03:23
6. WWO, Vienio, Pele – „U ciebie w mieście (Remix DJ Deszczu Strugi)” (prod. DJ Deszczu Strugi) – 03:18
7. Vienio, Pele – „Miejski gruff (Remix DJ Romek)"(prod. DJ Romek) – 02:56
8. WWO, Vienio, Pele – „U ciebie w mieście” (teledysk) – 3:34

U ciebie w mieście 2
1. „Intro” (prod. Kuba O.) – 1:50
2. Vienio, Pezet, O.S.T.R., Ero, Foster, Pele, Lil' Dap – „U ciebie w mieście 2” (gitara Korzeń, prod. Kuba O., scratche DJ Cent) – 4:29
3. Vienio, Pele – „Tracisz grunt” (prod. Vienio) – 3:44
4. Pezet – „Siedem dni” (prod. Noon) – 3:13
5. Ero, Foster, Kosi, Doni – „Żyje... 2” (prod. Korzeń, Kuba O.) – 3:39
6. O.S.T.R. – „Krótki kawałek o wydawaniu” (prod. O.S.T.R.) – 2:08
7. Seti – „Why Didn't You” (gitara Majki, prod. Kuba O.) – 3:48
8. „Organ Flava (B-Boy Track)” (prod. DJ Seb) – 3:06
9. Vienio, Pezet, O.S.T.R., Ero, Foster, Pele, Lil' Dap – „U ciebie w mieście 2 (Waco Remix)” (prod. Waco, scratche DJ Cent) – 4:20
10. Vienio, Pele – „Tracisz grunt (Dezmond Remix)” (prod. Dezmond) – 3:58
11. Pezet – „Siedem dni (Romek Remix)” (prod. DJ Romek) – 2:45
12. Ero, Foster, Kosi, Doni – „Żyje... 2 (Szczur Remix)” (prod. Szczur) – 2:53
13. „Break It (B-Boy Track)” (prod. DJ Seb) – 3:48
14. Vienio, Pezet, O.S.T.R, Ero, Foster, Pele, Lil' Dap – „U ciebie w mieście 2 (DJ Seb Remix)” (prod. DJ Seb, scratche DJ Cent) – 4:22
15. „Outro” (prod. Kuba O.) – 0:55
16. Vienio, Pezet, O.S.T.R., Ero, Foster, Pele, Lil' Dap – „U ciebie w mieście 2” – 4:30 (teledysk)